# Aszur-nirari II
Aszur-nirari II, Aszur-narari II – władca Asyrii w latach 1424-1418 p.n.e. (Grayson) lub 1426-1420 p.n.e. (Bienkowski/Millard), syn i następca Enlil-nasira II; według Asyryjskiej listy królów panować miał przez 7 lat. 

## Imię
Akadyjskie imię tego władcy, brzmiące Aššur-nērārī lub też Aššur-nārārī, znaczy „Aszur jest moją pomocą”. W tansliteracji z pisma klinowego zapisywane jest ono w formie (m)da-šùr-né-ra-ri (w inskrypcjach jego synów Aszur-bel-niszeszu i Aszur-rem-niszeszu, wnuka Eriba-Adada I oraz prawnuka Aszur-uballita I), mdaš-šur-né-ra-ri (w inskrypcji jego prawnuka Aszur-uballita I) bądź (m)aš-šur-ERIM.GABA (w kopiach Asyryjskiej listy królów).

## Tytulatura
W zachowanych inskrypcjach potomków Aszur-nirari I władca ten nosi tytuł „zarządcy/namiestnika (boga) Aszura” (ÉNSI da-šùr lub ŠID daš-šur).

## Panowanie
Zgodnie z Asyryjską listą królów Aszur-nirari II objął tron asyryjski po swym ojcu Enlil-nasirze II i panował przez 7 lat. Nie są znane żadne inskrypcje tego władcy, ale wzmiankowany jest jako przodek w inskrypcjach swoich synów Aszur-bel-niszeszu i Aszur-rem-niszeszu, wnuka Eriba-Adada I oraz prawnuka Aszur-uballita I.